# Joachim Sutton
Joachim Sutton (n. 15 mai 1995, Roskilde, Roskilde Amt, Danemarca) este un canotor ce a reprezentat Danemarca, medaliat olimpic. A participat la o ediție a Jocurilor Olimpice (2020) în care a câștigat o medalie de bronz.

## Participări
Lista de mai jos prezintă principalele competiții la care a participat Joachim Sutton de-a lungul carierei.
- Canotaj la Jocurile Olimpice de vară din 2020 - Dublu rame masculin[2]